# اسون-اولو خودلیوس
اسون-اولو خودلیوس (انگلیسی: Sven-Olov Sjödelius; ۱۳ ژوئن ۱۹۳۳ – ۲۹ مارس ۲۰۱۸) قایقران کانو اهل سوئد بود.
وی در مسابقات کشوری و بین‌المللی در مجموع برندهٔ ۲ مدال طلا، ۲ مدال نقره، ۱ مدال برنز شده‌است.